# Ville-sur-Ancre

Ville-sur-Ancre este o comună în departamentul Somme, Franța. În 1 ianuarie 2022 avea o populație de 274 de locuitori.